# Холлдоблер, Берт
Берт Хёлльдоблер (вар. Холлдоблер, нем. Bert Hölldobler; род. 25 июня 1936, Erling-Андекс, Бавария) — немецкий мирмеколог и социобиолог, специалист по эволюционной биологии и поведению муравьёв. Профессор. Академик Леопольдины (1975), иностранный член Национальной академии наук США (1998) и член Американского философского общества. Лауреат Пулитцеровской премии (1991) — за книгу The Ants.

## Биография
Родился в семье медика и зоолога. Изучал биологию и химию в Вюрцбургском университете, где в 1966 защитил кандидатскую, а в 1969 докторскую диссертации по поведению муравьёв. В 1971 году стал профессором зоологии в университете Франкфурта.
С 1973 по 1989 профессор биологии в Гарвардском и Корнеллском университетах,
штат Нью-Йорк) и в университет Цюриха. В 1989 году возвратился в Германию и принял к руководству кафедру поведенческой физиологии и социобиологии в институте Теодора Бовери (Theodor-Boveri-Institut) Вюрцбургского университета. В 1991 году получил Пулитцеровскую премию за книгу The Ants (вместе с Эдвардом Осборном Уилсоном).
Профессор Вюрцбургского университета (ФРГ) и Университета штата Аризона (США). После выхода на пенсию в 2004 году преподаёт там в школе наук о жизни и «Center for Social Dynamics and Complexity» (Аризона, США).
Член Европейской академии (1994), академик Баварской академии наук (1995, член-корр. с 1986), член Берлинско-Бранденбургской академии наук (1995) и Американской академии искусств и наук, фелло Американской ассоциации содействия развитию науки (1979), член Deutsche Zoologische Gesellschaft.

## Награды и почести
- Премия имени Лейбница (1990, Немецкое научно-исследовательское сообщество)
- «U.S. Senior Scientist Prize of the Alexander von Humboldt Foundation»
- Werner Heisenberg-Medal of the Alexander von Humboldt Foundation
- Премия Кёрбера за вклад в евронауку (1996)
- Премия Альфреда Круппа (2004)
- Spezialpreis der Jury des Jackson Hole Wildlife Film Festival für den «The Ants—Nature’s Secret Power» (2005)
- Медаль Тревирануса — Verbandes deutscher Biologen (vdbiol) (2006)
- Медаль Лихтенберга (2010)
- Премия Эрнста Юнгера за вклад в энтомологию Баден-Вюртемберга (2010)
- Медаль Котениуса (2011)
- Почётный доктор биологического отделения Констанцского университета (2000)
- Орден Максимилиана «За достижения в науке и искусстве» (Бавария) (2003)

### Эпонимия
В честь учёного названы новые виды муравьёв:
- Pheidole hoelldobleri Wilson, 2003
- Polyrhachis hoelldobleri Kohout, 2006
- Camponotus hoelldobleri Cagniant, 1991
- Aenictus hoelldobleri Stabb, 2015

## Труды
Книги
- Bert Hölldobler, E.O. Wilson: «The Ants», Harvard University Press, 1990, ISBN 0-674-04075-9
- Bert Hölldobler, E.O. Wilson: «Ameisen — Die Entdeckung einer faszinierenden Welt.» Birkhäuser, Basel 1995, ISBN 3-7643-5152-7.
- Bert Hölldobler, E.O. Wilson: «Journey to the Ants: A Story of Scientific Exploration», 1994, ISBN 0-674-48525-4
- Bert Hölldobler, E.O. Wilson: «Muurahaiset. (Alkuteos: Journey to the ants, 1994.)» Suomentanut Kimmo Pietiläinen. Helsinki: Art House, 1996. ISBN 951-884-194-2.
- Bert Hölldobler, E.O. Wilson: «The Superorganism: The Beauty, Elegance, and Strangeness of Insect Societies», W.W. Norton, 2008. ISBN 978-0393067040
- Bert Hölldobler, E.O. Wilson: «Der Superorganismus. Der Erfolg von Ameisen, Bienen, Wespen und Termiten,» Springer-Verlag, Heidelberg 2010 ISBN 978-3-540-93766-1

Статьи
- Bert Hölldobler. 1976. Recruitment behavior, home range orientation and territoriality in harvester ants, Pogonomyrmex. Behavioral Ecology and Sociobiology, 1(1): 3-44.
- Bert Hölldober & Wilson, E.O. 1977. Weaver ants — social establishment and maintenance of territory. Science. 195:900-902.
- Bert Hölldober, 1983. Territorial behavior in the Green Tree Ant (Oecophylla smaragdina). Biotropica 15:241-250.